# Liste der Blockflötenbauer

## Renaissance- und Barockzeit
Musikinstrumentenbauer genossen im 17. und 18. Jahrhundert ein hohes Ansehen. Im Folgenden findet sich eine kurze Übersicht über diejenigen, die in der Geschichte der Blockflöte eine Rolle spielten.
- Johann Maria Anciuti (um 1720)
- Pierre Jaillard Bressan (1663–1731)
- Jacob Denner (1681–1735)
- Johann Christoph Denner (1655–1707)
- Johann Heinrich Eichentopff (1678–1769)
- Richard Haka (um 1646–1705)
- Jacques-Martin Hotteterre (um 1700)
- Hieronymus F. Kynseker (1636–1686)
- Pierre Naust (um 1660–1709)
- Johann Wilhelm Oberlender (1681–1763)
- Claude Rafi (um 1550)
- Coenraad Rijkel (1664–1726)
- Jean Jacques Rippert (um 1645–1724)
- Jean-Hyacinthe Rottenburgh (1672–1756)
- Thomas Stanesby jr. (1692–1754)
- Thomas Stanesby sr. (1668–1734)
- Jan Steenbergen (1676–1730)
- Engelbert Terton (1676–1752)

Bereits im ausgehenden 15. und beginnenden 16. Jahrhundert gab es Flötenbauer, deren Instrumente europaweit Beachtung fanden. So zum Beispiel die Familie Rauch aus Schrattenbach, einem Ortsteil des Marktes Dietmannsried im Oberallgäu. Erstmals erwähnt wurde Jos Ruhe der Alte, Pfeiffenmacher aus Schrattenbach, 1460 in einer Urkunde des Fürststiftes Kempten. Über mehrere Generationen fertigten die Rauchs Flöten unterschiedlicher Größen und Tonlagen, von denen sich heute noch einige in den Instrumental- und Nationalmuseen von München, Nürnberg, Frankfurt, Salzburg, Paris, Brüssel und Antwerpen befinden. Zu erkennen sind die Flöten der Rauchs an ihrem Signum, das aus dem Namen und zwei, nach rechts geneigten, dreiblättrigen Kleeblättern besteht. Die bemerkenswerteste dieser Blockflöten befindet sich heute im Vleeshuis-Museum in Antwerpen. Es handelt sich um eine Kontrabassflöte von 2,50 m Länge, 1535 gefertigt von Caspar Rauch. Diese Kontrabassflöte stammt aus einer großen Instrumentensammlung, die im Osterhuis, im Haus der Hansekaufleute, in Antwerpen gespielt wurden.

## Moderne
Seit dem Wiederaufkommen der Blockflöte als aktiv gespieltes Instrument im frühen 20. Jahrhundert gibt es wieder eine Reihe von Blockflötenproduzenten, von denen sich einige stark an der Tradition der barocken Vorbilder orientieren, während andere das Instrument an die Anforderungen der zeitgenössischen Musik anzupassen versuchen.
- Adriana Breukink (1957–2022)
- Arnold Dolmetsch (1858–1940)
- Carl Dolmetsch (1911–1997)
- Peter Harlan (1898–1966)
- Bruce Haynes (1942–2011)
- Friedrich von Huene (1929–2016)
- Joachim Kunath
- Franz Küng (1906–1983)
- Hermann Moeck (1896–1982)
- Hermann Alexander Moeck (1922–2010)
- Unternehmen Conrad Mollenhauer
- Frederick G. Morgan (1940–1999)
- Hugh Orr (* 1932)
- Herbert Paetzold (* 1943)
- Paul Richardson (* 1947)